# Mirmande
Mirmande est une commune française située dans le département de la Drôme en région Auvergne-Rhône-Alpes.

## Géographie

### Localisation
Mirmande est située à 32 km au sud de Valence, 21 km au nord de Montélimar et 7 km au sud de Loriol (bureau centralisateur de canton).

### Relief et géologie
Les collines couvrent deux tiers de la superficie de la commune. En allant vers le Rhône, à l'ouest, l'altitude diminue en une succession de plateaux.
Sites particuliers :
- au nord de la Teyssone : le Mont Gier (471 m) et le Serre Gondran (448 m) ;
- au sud de la Teyssone : le village est adossé à une série de collines : Crête de Malivet (573 m), Peygrand (532 m), Montpourchier (506 m).

#### Géologie
Le rapport de présentation de la carte communale de 2006 note la présence de calcaires et de marnes du crétacé inférieur de l'hauterivien pour les reliefs de Marsanne.

Au nord de la Teyssone, vers Cliousclat, on note la présence de marnes et de sables du Pliocène Inférieur.

### Hydrographie
Le territoire de la commune est traversé d'est en ouest par la Teyssone (affluent du Rhône. Cette rivière est alimentée par les ruisseaux de Vaucourte, de Tierceron et de la vallée de Bichet.

### Climat
Pour des articles plus généraux, voir Climat d'Auvergne-Rhône-Alpes et Climat de la Drôme.
En 2010, le climat de la commune est de type climat méditerranéen altéré, selon une étude du CNRS s'appuyant sur une série de données couvrant la période 1971-2000. En 2020, Météo-France publie une typologie des climats de la France métropolitaine dans laquelle la commune est exposée à un climat méditerranéen et est dans la région climatique Provence, Languedoc-Roussillon, caractérisée par une pluviométrie faible en été, un très bon ensoleillement (2 600 h/an), un été chaud (21,5 °C), un air très sec en été, sec en toutes saisons, des vents forts (fréquence de 40 à 50 % de vents > 5 m/s) et peu de brouillards.
Pour la période 1971-2000, la température annuelle moyenne est de 12,7 °C, avec une amplitude thermique annuelle de 17,7 °C. Le cumul annuel moyen de précipitations est de 937 mm, avec 6,7 jours de précipitations en janvier et 4,4 jours en juillet. Pour la période 1991-2020, la température moyenne annuelle observée sur la station météorologique de Météo-France la plus proche, sur la commune de Marsanne à 7 km à vol d'oiseau, est de 13,4 °C et le cumul annuel moyen de précipitations est de 967,5 mm,. Pour l'avenir, les paramètres climatiques de la commune estimés pour 2050 selon différents scénarios d'émission de gaz à effet de serre sont consultables sur un site dédié publié par Météo-France en novembre 2022.

### Voies de communication et transports
La commune est traversée :
- du nord au sud, par la route départementale 57 qui relie Cliousclat à Marsanne via la vallée de Tierceron[1] ;
- d'est en ouest, par la route départementale 204 qui relie le village à la Route nationale 7[1].

Le village est desservi par l'autoroute A7 grâce à l'échangeur 16, situé 8 km plus au nord.

## Urbanisme

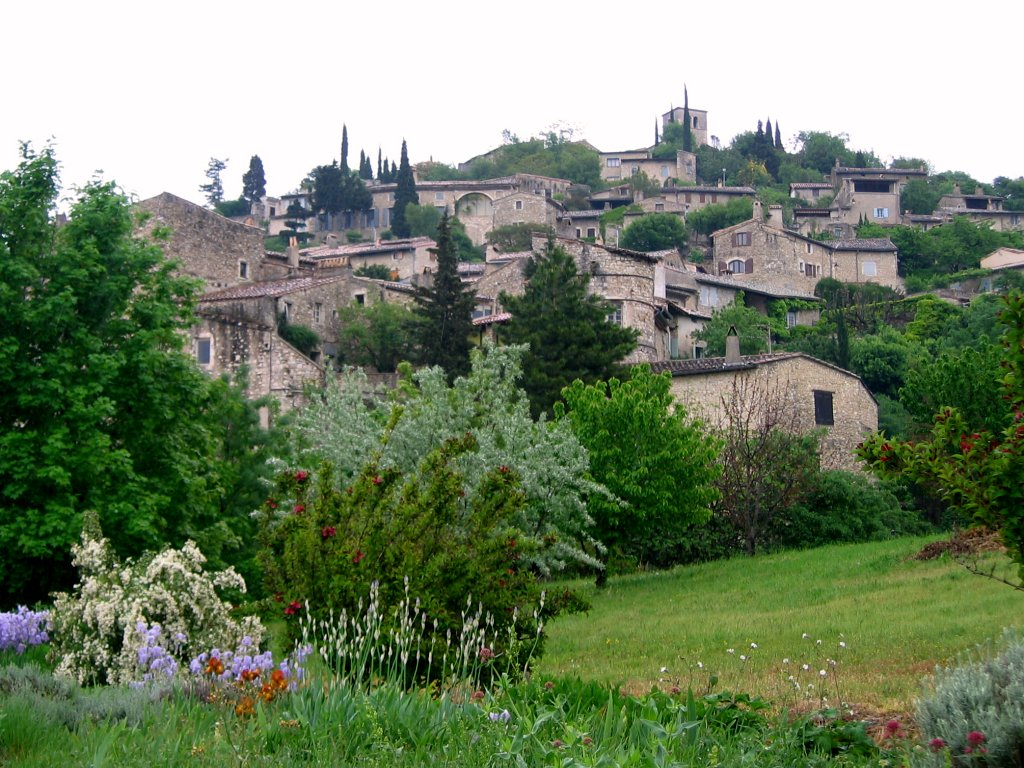
Vue générale du village.

### Typologie
Au 1er janvier 2024, Mirmande est catégorisée commune rurale à habitat dispersé, selon la nouvelle grille communale de densité à 7 niveaux définie par l'Insee en 2022.
Elle est située hors unité urbaine et hors attraction des villes,.

### Occupation des sols
L'occupation des sols de la commune, telle qu'elle ressort de la base de données européenne d’occupation biophysique des sols Corine Land Cover (CLC), est marquée par l'importance des forêts et milieux semi-naturels (75,2 % en 2018), une proportion identique à celle de 1990 (75,2 %). La répartition détaillée en 2018 est la suivante :
forêts (75,2 %), zones agricoles hétérogènes (21 %), cultures permanentes (3,8 %). L'évolution de l’occupation des sols de la commune et de ses infrastructures peut être observée sur les différentes représentations cartographiques du territoire : la carte de Cassini (XVIIIe siècle), la carte d'état-major (1820-1866) et les cartes ou photos aériennes de l'IGN pour la période actuelle (1950 à aujourd'hui).

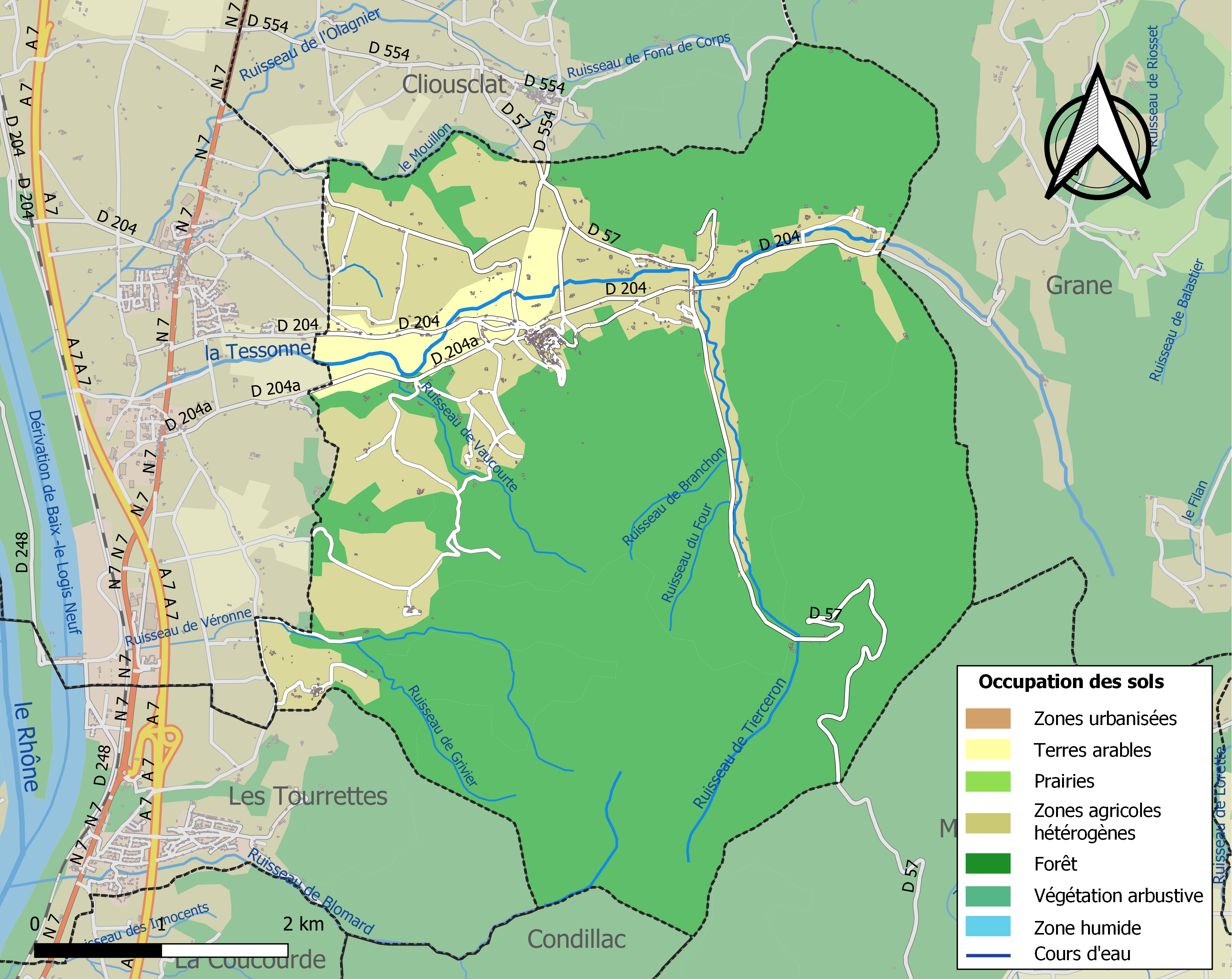
Carte des infrastructures et de l'occupation des sols de la commune en 2018 (CLC).

### Morphologie urbaine
Mirmande fait partie des « villages perchés ».

#### Quartiers, hameaux et lieux-dits
Le village compte 122 lieux-dits (habitat et géographie).
Site Géoportail (carte IGN) :
- Barret
- Bichet
- Chabrier
- Chauras
- Espenel
- Fortuné
- Goûte-Soleil
- Grange Rouge
- Granier
- la Colline
- la Combe
- la Comtesse
- la Poche
- le Brucher
- le Clos
- le Foulon
- le Moulin
- le Pérou
- le Petit Rigaud
- les Buis
- les Butiers
- les Fougères
- les Grands Rigauds
- les Granges
- les Mas
- Leybincine
- Lorelus
- Magnanon
- Maison Astier
- Maison Bonnardel
- Maison Chastan
- Maison Joubert (ouest)
- Maison Joubert (est)
- Maison Largier
- Maison Martel
- Maison Monteux
- Maison Moulin
- Marfoure
- Martin
- Métifiot
- Michel
- Pertus
- Platet
- Rassier
- Reynier
- Rif des Faures
- Rochu
- Sainte-Lucie
- Saint-Estève
- Sauvan
- Vaucourte
- Véronne

## Toponymie

### Attestations
Dictionnaire topographique du département de la Drôme :
- 1184 : Mirmanda (cartulaire de Saint-Chaffre, 37) (étudié par Ulysse Chevallier[17]).
- 1238 : castrum Mirmandae (Gall. christ., XVI, 114).
- XIVe siècle : mention du prieuré : prioratus de Mirmanda (pouillé de Valence).
- 1360 : castrum de Mirimanda (cartulaire de Montélimar, 62).
- 1360 : mention du mandement : mandamentum de Mirimanda (cartulaire de Montélimar, 62).
- 1396 : Mirmanda, Valentinensis diocesis (d'Hozier, III, 957).
- XVIe siècle : mention de la paroisse : capella de Mirmanda (pouillé de Valence).
- 1540 : Mirimanda (A. du Rivail, Allobrog., 78).
- 1540 : mention de la paroisse : cura Mirmande (pouillé de Valence).
- 1555 : Miremande (inventaire Morin-Pons, 201).
- 1891 : Mirmande, commune du canton de Loriol.

### Étymologie
Le toponyme est issu de l'ancien français mirmande qui désignait une ville, un village ou une maison fortifiée, mot issu de l'occitane mirmanda. Homonymie avec Marmande (Lot-et-Garonne, Mirmanda en 1254).

## Histoire

### Antiquité: les Gallo-romains
Les relevés effectués par G. Marandais entre 1948 et 1966 (repris par une étude diachronique et une étude documentaire en 2012) ont mis en évidence une occupation du Montpourchier dès la période antique.

Le matériel numismatique est caractéristique du IVe siècle.

### Du Moyen Âge à la Révolution
La seigneurie :
- Au point de vue féodal, Mirmande était une terre (ou seigneurie) premièrement possédée par les Adhémar.
- Dès le XIVe siècle : elle passe aux évêques de Valence, derniers seigneurs.
- 1469 : les évêques donnent une charte de libertés municipales aux habitants.

Tout au long du Moyen Âge, un péage était établi à Mirmande sur le chemin de halage des navires remontant le Rhône, halage exclusivement humain jusqu'à la fin du XVe siècle.
Lors de la croisade des Albigeois, Giraud V Adhémar de Grignan et Lambert I Adhémar sont cousins et co-seigneurs de Montélimar. Ils ne sont pas dans le même camp : Giraud V Adhémar de Grignan soutenant Aymar II de Poitiers-Valentinois et Raymond VI de Toulouse ; Lambert I Adhémar fait donc entrer Simon de Montfort dans Montélimar. Humbert de Miribel, évêque de Valence, est leur allié,.
Huit ans après l'entrée de Simon IV de Montfort dans Montélimar en 1217, Mirmande est donnée par les Adhémar, co-seigneurs de Montélimar, à l'évêque de Valence.
1238 : une bulle impériale de l'empereur Frédéric II confirme la possession de Mirmande aux évêques de Valence.
Le conflit entre l'évêque de Valence et le comte de Valentinois se poursuit pendant plusieurs années. Ainsi, en 1245, Aimar III de Valentinois aurait perdu 10 000 marcs d'argent pour l'occupation du château de Mirmande, propriété de l'évêque.
Au milieu du XIVe siècle, le bourg se développe. Un deuxième rempart le délimite (encore visible aujourd'hui)[réf. nécessaire].
En 1396, pendant la guerre de Cent Ans, les habitants de Mirmande se joignent aux habitants de Valence pour demander assistance au roi Charles VI face aux gens de guerre qui ravagent alors les environs.
En 1469, l'évêque de Valence accorde à Mirmande une charte des libertés.

Les libertés et privilèges accordés sont confirmés par Jacques de Tournon.
Au XVIe siècle, pendant les guerres de Religion, Mirmande est le théâtre de plusieurs évènements.

Le capitaine protestant Charles Du Puy-Montbrun, à la suite d'une bataille le 28 mars 1870 contre le baron de Gordes au Pousin, passe par Loriol, assiège et prend Mirmande,.

Face aux coûts humains et économiques de ces violences, les paysans de Mirmande firent partie des premiers villages à se rebeller en 1578 contre les capitaines protestants et catholiques, dans le « mouvement de l'Union ».
Au XVIIe siècle, le village s'agrandit hors les murs[réf. nécessaire].
1688 (démographie) : 300 familles.
XVIIIe siècle : mention du péage.
1789 (démographie) : 290 chefs de famille.
Avant 1790, Mirmande était une communauté de l'élection subdélégation et bailliage de Valence.

Elle formait une paroisse du diocèse de Valence. Son église, dédiée à sainte Foi, en remplaçait une plus ancienne dédiée à saint Didier. Cette église était celle d'un prieuré d'Augustins (dépendant de l'abbaye de Saint-Thiers de Saou) qui fut uni à la sacristie de cette abbaye au début du XVe siècle. Les dîmes de cette paroisse se partageaient entre le titulaire de ce prieuré, le prieur de Notre-Dame-de-la-Blache, et l'évêque diocésain.

Le mandement de Mirmande avait la même étendue que la communauté de ce nom et comprenait les deux communes de Mirmande et de Saulce.

### De la Révolution à nos jours
En 1790, la commune de Mirmande fait partie du canton de Loriol.
Au XIXe siècle, Mirmande se développe avec la sériciculture (élevage du ver à soie) qui fait vivre près de 3 000 personnes.
1835 (économie) : cinq foires annuelles, quelques tuileries, cinq fabriques d'ouvraison de la soie.
Dans la seconde partie du XIXe siècle, l'économie du village décline. La maladie du ver à soie et la concurrence asiatique font chuter la sériciculture. Le phylloxera détruit le vignoble, et l'arrivée du chemin de fer rend la section de Saulce beaucoup plus dynamique.
 
En conséquence, le 19 juillet 1860, une loi distrait la section de Saulce de la commune de Mirmande et l'érige en commune distincte.
Avec le déclin de son activité, la commune connaît des heures difficiles : le XXe siècle voit l'abandon et l'écroulement partiel de l'église Sainte-Foy. Par ailleurs, une loi exonérant d'impôts les maisons sans toit, de nombreux propriétaires, qui ont quitté le village, font découvrir les maisons qu'ils y possèdent encore, de sorte qu'elles tombent rapidement en ruine. Lorsqu'elles sont rachetées, le prix est fixé en fonction du nombre de tuiles restées sur le toit.
Le village renaît grâce aux nombreux artistes qui s'y installent plus ou moins durablement. André Lhote (1885-1962), peintre cubiste et écrivain, contribue au renouveau de Mirmande[réf. nécessaire].

#### Seconde Guerre mondiale
La Résistance se met en place dès 1942. À partir d'avril 1944, Mirmande abrite un maquis. Selon Pierre de Saint-Prix, il contribua notamment à cacher des opposants et des réfractaires au STO, avec l'appui de nombreux notables du village (dont le maire révoqué par les autorités de Vichy, Charles Caillet).

Alors installée à Mirmande, la peintre Marcelle Rivier participe activement à ce mouvement en tant qu'agent de liaison.

À la suite de l'arrestation ratée de Pierre de Saint-Prix par la Gestapo, ce dernier se réfugie dans les bois, en amont de la ferme Caillet.

Le maquis de Mirmande participa à la réception de parachutages et à certains sabotages et escarmouches. Il contribua aussi à brouiller les indications routières. Un mémorial commémore cet épisode au bord de la RD 57 dans la direction de Marsanne.

## Politique et administration

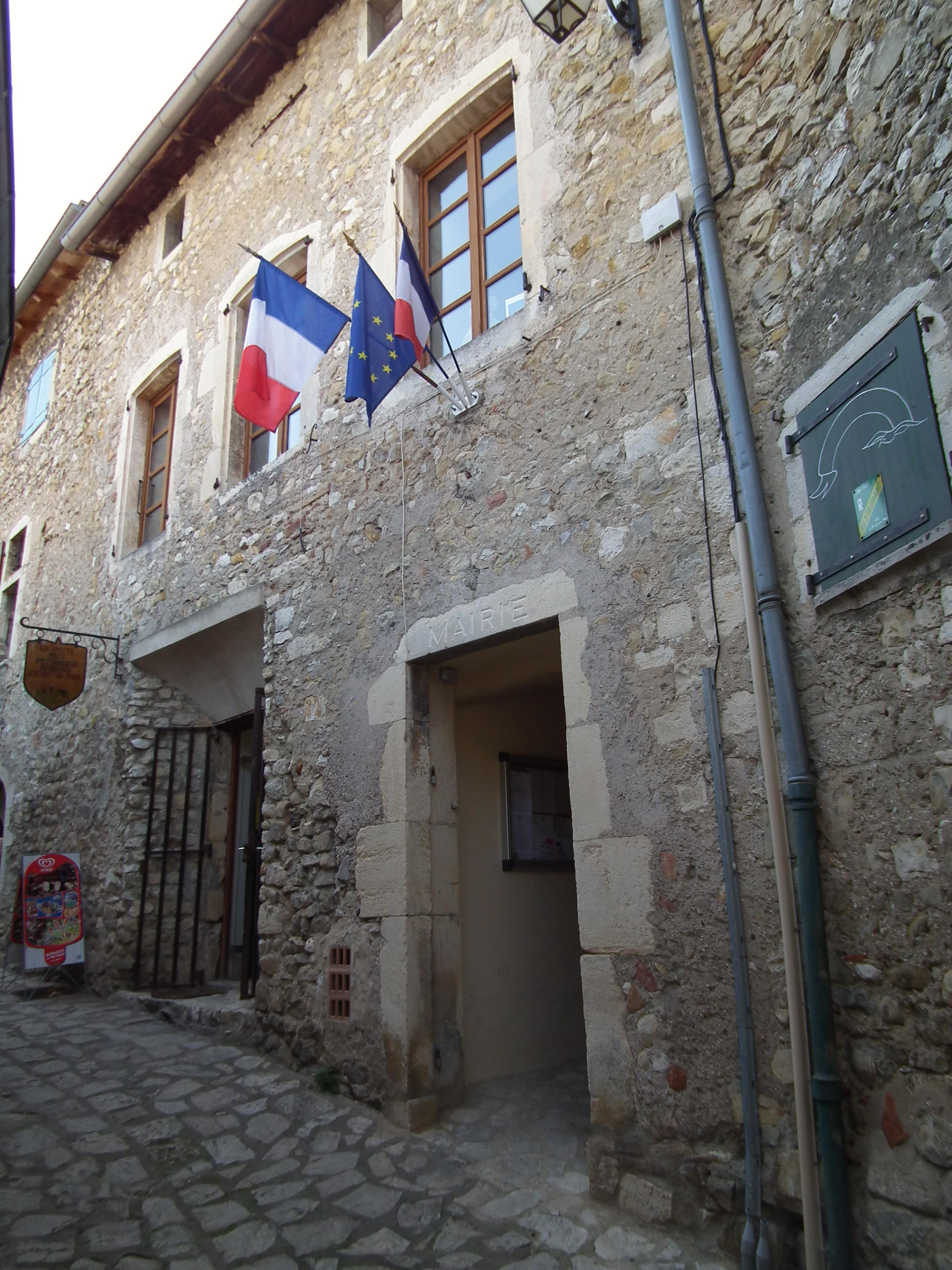
La mairie.

### Administration municipale
Le nombre d'habitants au dernier recensement étant compris entre 500 et 1 499, le nombre de membres du conseil municipal est de 15.

### Liste des maires
| Période                                                                      | Période                       | Identité                           | Étiquette        | Qualité                                 |
| ---------------------------------------------------------------------------- | ----------------------------- | ---------------------------------- | ---------------- | --------------------------------------- |
| Les données manquantes sont à compléter. : de la Révolution au Second Empire |                               |                                    |                  |                                         |
| 1790                                                                         | 1871                          | ?                                  |                  |                                         |
| Les données manquantes sont à compléter. : depuis la fin du Second Empire    |                               |                                    |                  |                                         |
| 1871                                                                         |                               | ?                                  |                  |                                         |
| 1874                                                                         |                               | ?                                  |                  |                                         |
| 1878                                                                         |                               | ?                                  |                  |                                         |
| 1884                                                                         |                               | ?                                  |                  |                                         |
| 1888                                                                         |                               | ?                                  |                  |                                         |
| 1892                                                                         |                               | ?                                  |                  |                                         |
| 1896                                                                         |                               | ?                                  |                  |                                         |
| 1900                                                                         |                               | ?                                  |                  |                                         |
| 1904                                                                         |                               | ?                                  |                  |                                         |
| 1908                                                                         |                               | ?                                  |                  |                                         |
| 1912                                                                         |                               | ?                                  |                  |                                         |
| 1919                                                                         |                               | ?                                  |                  |                                         |
| 1925                                                                         |                               | ?                                  |                  |                                         |
| 1929                                                                         |                               | ?                                  |                  |                                         |
| 1935                                                                         |                               | ?                                  |                  |                                         |
| ? (avant 1944)                                                               | ?                             | Charles Caillet                    |                  | révoqué par le régime de Vichy          |
| ?                                                                            | 1945                          | ?                                  |                  |                                         |
| 1945                                                                         |                               | ?                                  |                  |                                         |
| 1947                                                                         | ?                             | Charles Caillet                    |                  |                                         |
| 1953                                                                         |                               | ?                                  |                  |                                         |
| 1959                                                                         |                               | ?                                  |                  |                                         |
| 1965                                                                         |                               | ?                                  |                  |                                         |
| 1971                                                                         |                               | Jean Pierre FOUGEIROL              |                  |                                         |
| 1977                                                                         | 1979                          | ?                                  |                  |                                         |
| 1979 (élect. partielle ?)                                                    | 1983                          | Haroun Tazieff                     | (sans étiquette) | volcanologue                            |
| 1983                                                                         | 1989                          | Haroun Tazieff                     |                  | maire sortant                           |
| 1989                                                                         | 1995                          | Christian Tracol                   | (sans étiquette) | arboriculteur                           |
| 1995                                                                         | 2001                          | Christian Tracol                   |                  | maire sortant                           |
| 2001                                                                         | 2006                          | Philippe Minguez                   | PS               | instituteur                             |
| 2006 (élect. partielle ?)                                                    | 2008                          | Maryse Brun                        | (sans étiquette) | accueil chambre d'hôtes                 |
| 2008                                                                         | 2014                          | Anne-Marie Armand                  | (sans étiquette) | ex directrice de société économie mixte |
| 2014                                                                         | 2020                          | Benoit Maclin                      | (sans étiquette) | gérant de société                       |
| 2020                                                                         | En cours (au 16 février 2021) | Benoit Maclin[source insuffisante] |                  | maire sortant                           |

### Politique environnementale

#### villes et villages fleuris
En 2014, la commune obtient le niveau « une fleur » au concours des villes et villages fleuris.

### Jumelages
Mirmande fait partie du comité de jumelage du canton de Loriol.

À ce titre, le village est donc jumelé avec :
- Schwalmstadt (Allemagne)
- Tradate (Italie)

## Population et société

### Démographie
L'évolution du nombre d'habitants est connue à travers les recensements de la population effectués dans la commune depuis 1793. Pour les communes de moins de 10 000 habitants, une enquête de recensement portant sur toute la population est réalisée tous les cinq ans, les populations de référence des années intermédiaires étant quant à elles estimées par interpolation ou extrapolation. Pour la commune, le premier recensement exhaustif entrant dans le cadre du nouveau dispositif a été réalisé en 2006.

En 2022, la commune comptait 606 habitants, en évolution de +5,57 % par rapport à 2016 (Drôme : +2,64 %, France hors Mayotte : +2,11 %).
| 1793  | 1800  | 1806  | 1821  | 1831  | 1836  | 1841  | 1846  | 1851  |
| ----- | ----- | ----- | ----- | ----- | ----- | ----- | ----- | ----- |
| 1 548 | 1 391 | 1 856 | 1 995 | 2 166 | 2 346 | 2 488 | 2 561 | 2 637 |

| 1856  | 1861  | 1866  | 1872  | 1876  | 1881  | 1886  | 1891 | 1896 |
| ----- | ----- | ----- | ----- | ----- | ----- | ----- | ---- | ---- |
| 2 660 | 1 222 | 1 166 | 1 147 | 1 061 | 1 094 | 1 034 | 897  | 918  |

| 1901 | 1906 | 1911 | 1921 | 1926 | 1931 | 1936 | 1946 | 1954 |
| ---- | ---- | ---- | ---- | ---- | ---- | ---- | ---- | ---- |
| 912  | 907  | 816  | 615  | 598  | 541  | 475  | 454  | 478  |

| 1962 | 1968 | 1975 | 1982 | 1990 | 1999 | 2006 | 2011 | 2016 |
| ---- | ---- | ---- | ---- | ---- | ---- | ---- | ---- | ---- |
| 459  | 459  | 407  | 420  | 497  | 503  | 507  | 503  | 574  |

| 2021 | 2022 | - | - | - | - | - | - | - |
| ---- | ---- | - | - | - | - | - | - | - |
| 599  | 606  | - | - | - | - | - | - | - |

La forte baisse démographique observable en 1861 est imputable à la scission de la commune, le village de Saulce devenant alors indépendant.

### Enseignement
Un regroupement pédagogique intercommunal gère l'enseignement primaire à Mirmande et Cliousclat. L'école publique maternelle est implantée sur le site de Cliousclat. Le site de Mirmande prend en charge l'école élémentaire.

### Santé
Un cabinet infirmier est installé sur la commune de Mirmande.

### Manifestations culturelles et festivités
- Fête : le dernier dimanche d'août[31].

### Loisirs
- Chasse[31].

### Sports
- Le village dispose d'un stade de football depuis 1961. Le FC Mirmande-Saulce a été fondé en 1946[46].

### Médias
Le territoire de la commune se situe dans l'aire de diffusion de plusieurs médias :
- Presse écrite
  - Le Dauphiné libéré, quotidien régional qui consacre, chaque jour, y compris le dimanche, dans son édition de « Romans et Drôme des collines » un ou plusieurs articles à l'actualité du canton et de la commune, ainsi que des informations sur les éventuelles manifestations locales, les travaux routiers, et autres événements divers à caractère local.
  - L'Agriculture Drômoise, journal d'informations agricoles et rurales, couvre l'ensemble du département de la Drôme.
  - Drôme Hebdo (ancien Peuple Libre), hebdomadaire chrétien d'informations.
- Presse audio-visuelle
  - France Bleu est une radio publique diffusée sur son territoire.

### Cultes

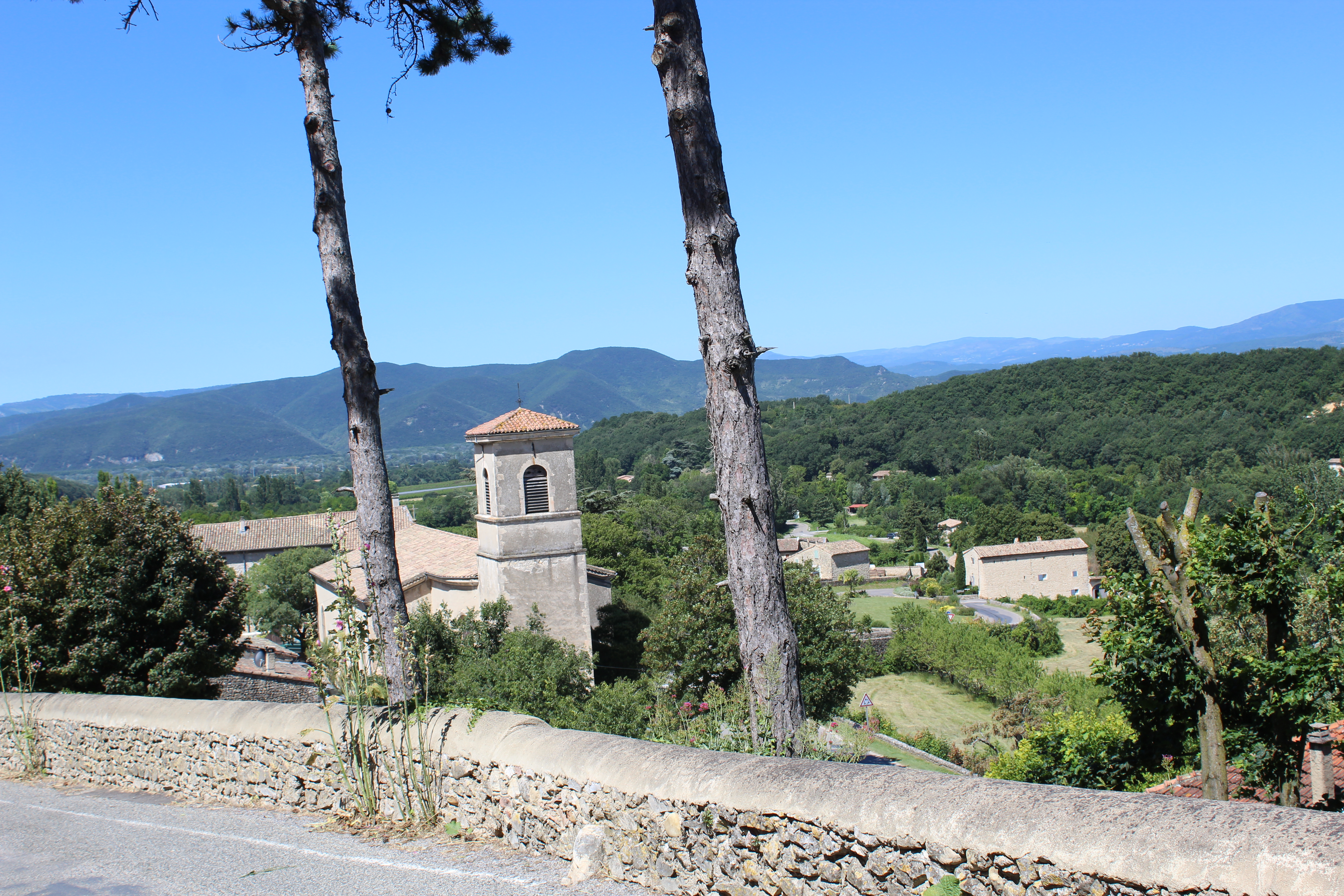
Panorama avec vue sur l'église Saint-Pierre.

L'église Saint-Pierre de Mirmande fait partie de la paroisse catholique de Saint-Paul-du-Rhône.

## Économie

### Agriculture
En 1992 : céréales, fruits.

En 2000, la surface agricole de la commune couvrait 396 hectares dont 242 hectares de vergers. L'activité agricole est donc principalement tournée vers l'arboriculture[réf. nécessaire].

En 2003, le rapport de présentation - carte communale recensait douze exploitations viables.

### Tourisme
- Syndicat d'initiative (en 1992)[31].
- Le 1er janvier 2019, Mirmande disposait de deux hôtels, dont un classé trois étoiles, ainsi qu'un camping. Des chambres d'hôtes et des gîtes sont également proposés[1].

### Emploi
Voir dossier Insee.

## Culture locale et patrimoine

### Lieux et monuments
- Les vestiges de la deuxième enceinte médiévale sont toujours visibles. On note la présence d'une tour ronde d'une tour carrée ainsi que les vestiges de plusieurs portes.

Près de la Porte de la Fond (côté est), subsiste un blason taillé dans la pierre avec les armoiries du village. Une fresque a été découverte sous le porche de La Porte des Gaultiers(XVIe siècle) côté nord[réf. nécessaire].
- Église du XIIe siècle : tour trapue[31].
- Église médiévale Sainte-Foy, située au sommet du village[49]. Elle a été désacralisée et aujourd'hui accueille des artistes qui y exposent leurs œuvres[50].
- Église Saint-Pierre : située en bas du village, elle est toujours en activité (mariages, baptêmes, messes, etc.)[réf. nécessaire].
- Chapelle Sainte-Lucie, située à l'entrée est du village. Elle a été construite en 1887 grâce aux dons des fidèles[51] .
- En 1995, a été inauguré le « Mémorial de la Seconde Guerre mondiale 1939-1945 », comportant les noms des « Résistants de la Drôme morts pour la France ; des Résistants de l'enclave du Vaucluse morts pour la France ; des Soldats des États-Unis d'Amérique tués entre le 20 et le 30 août 1944 ; des Déportés de la Drôme qui ne sont pas revenus et de certains Aviateurs français et alliés tombés lors d'une mission »[52],[53].
- Architecture collective : « les plus beaux toits de France », ruelles et maisons pittoresques, échoppes[31].

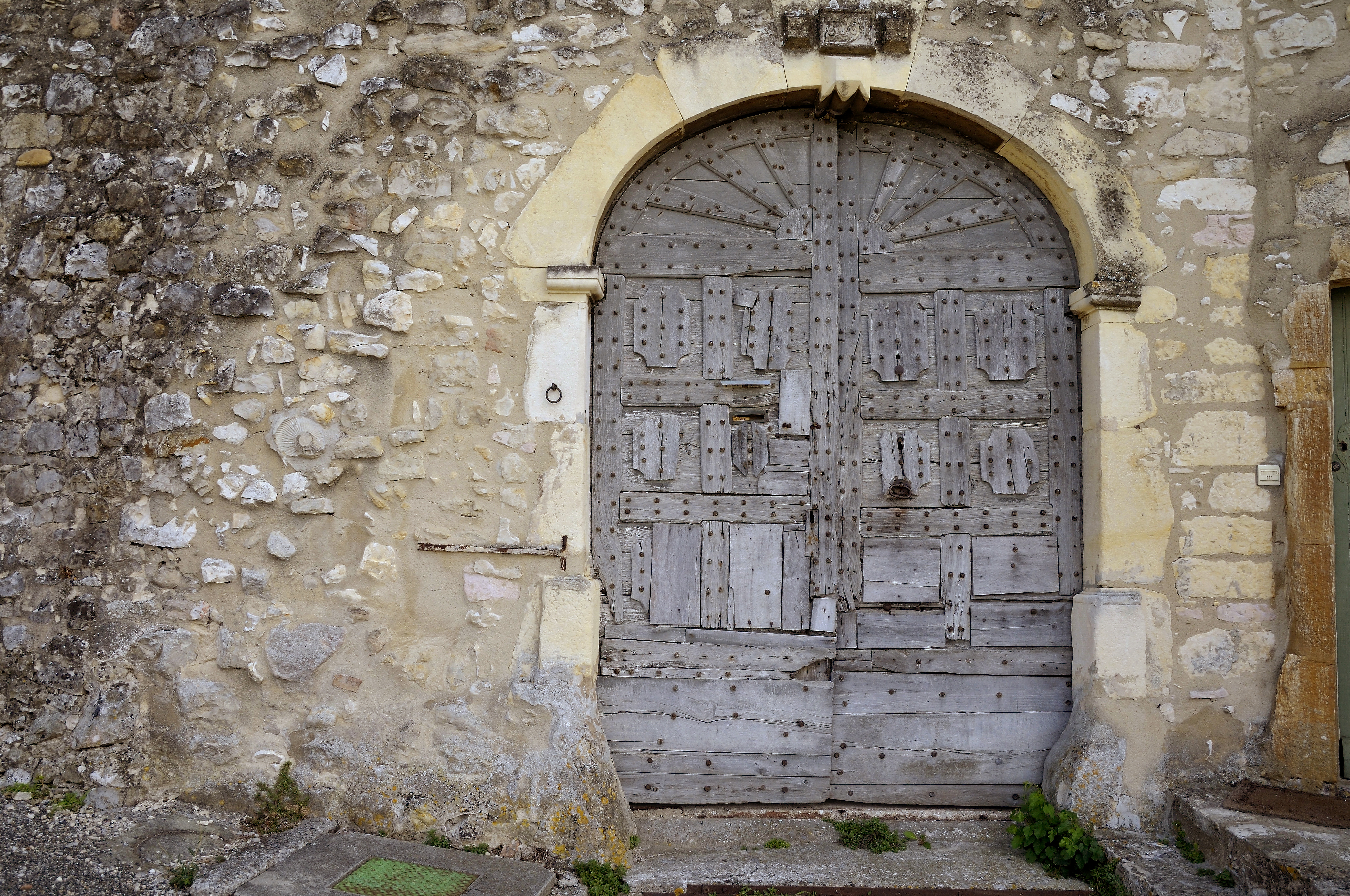
Vieille porte dans le village.
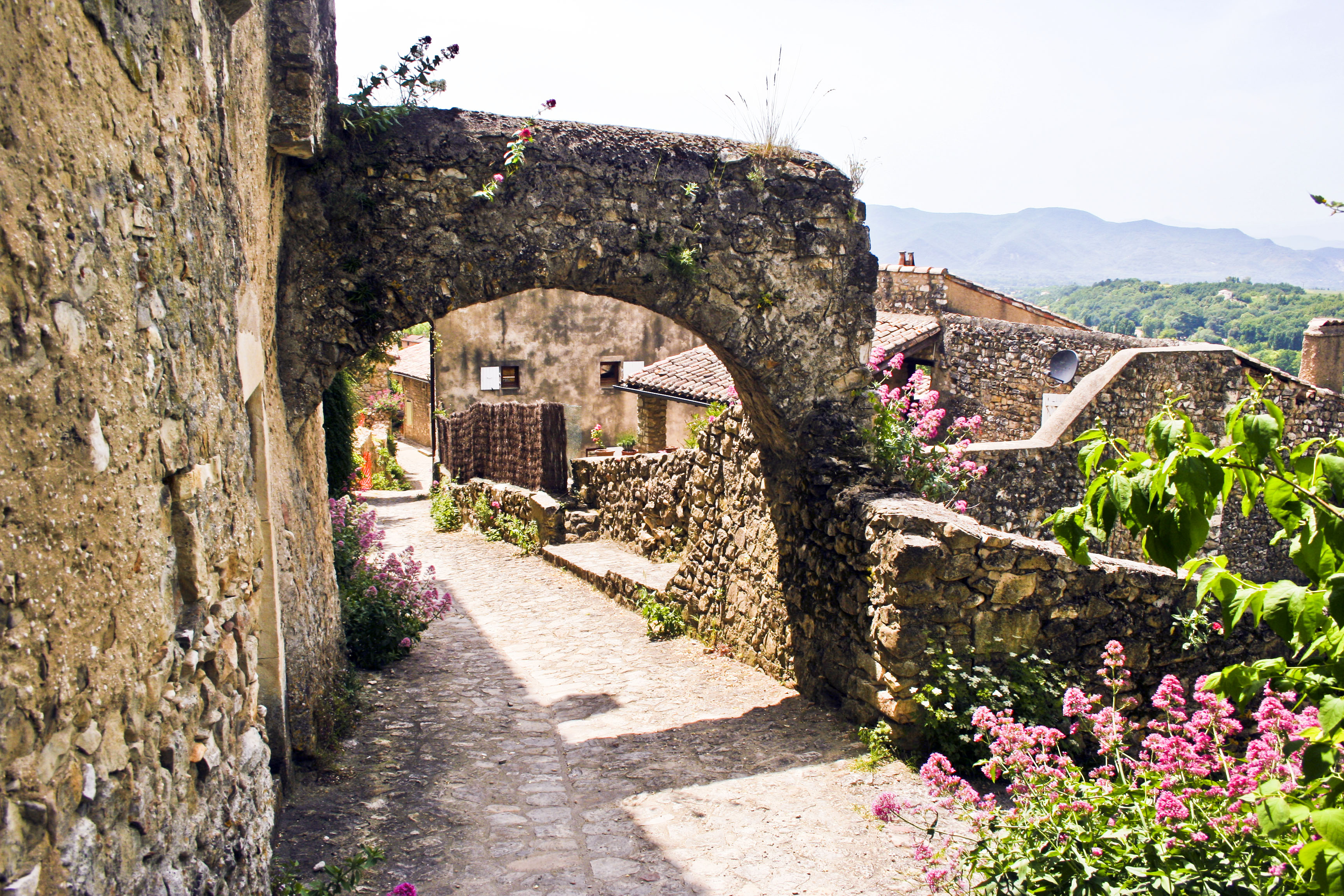
Une rue, haut du village.
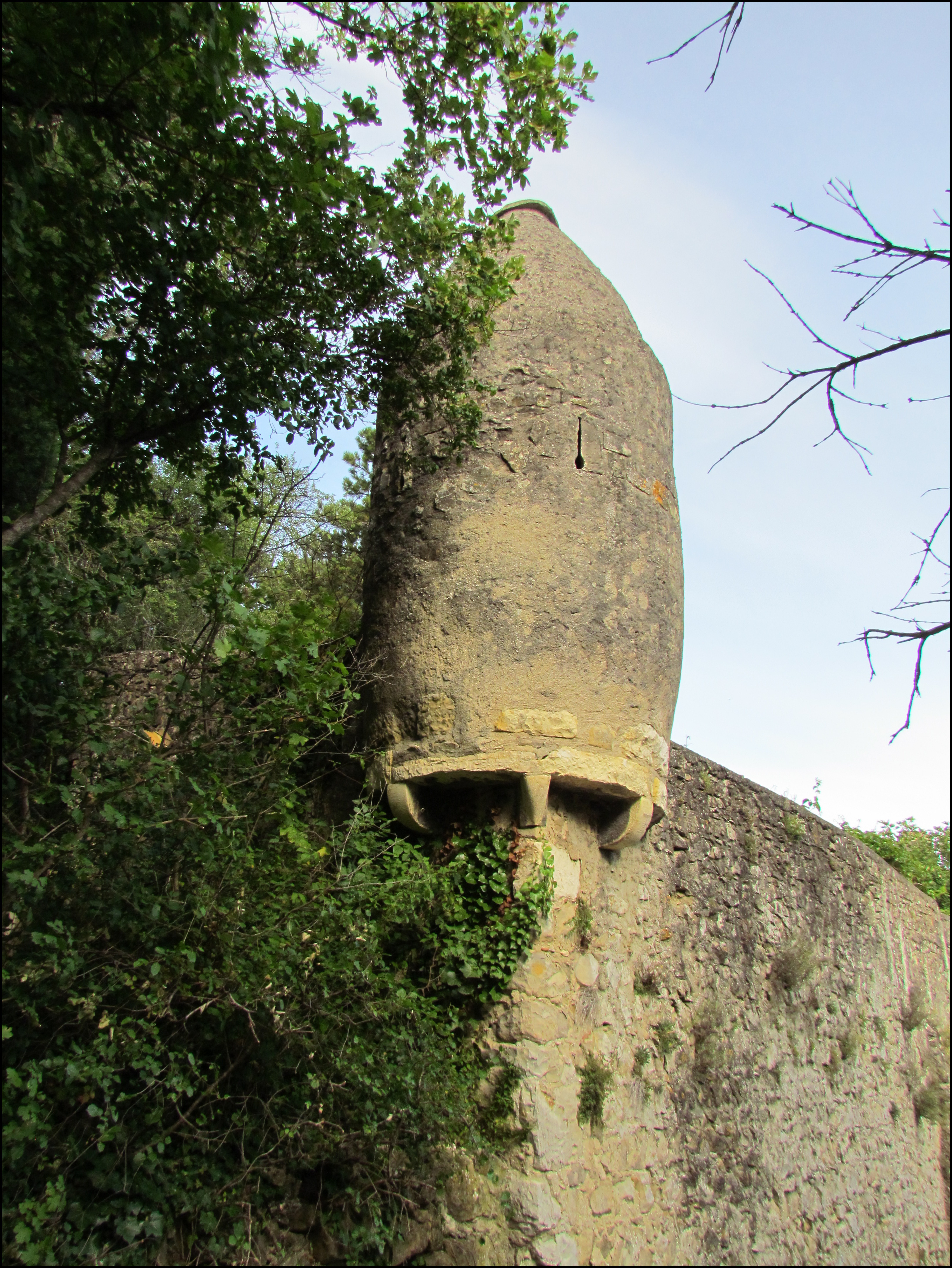
Tour d'angle dans une propriété du village.
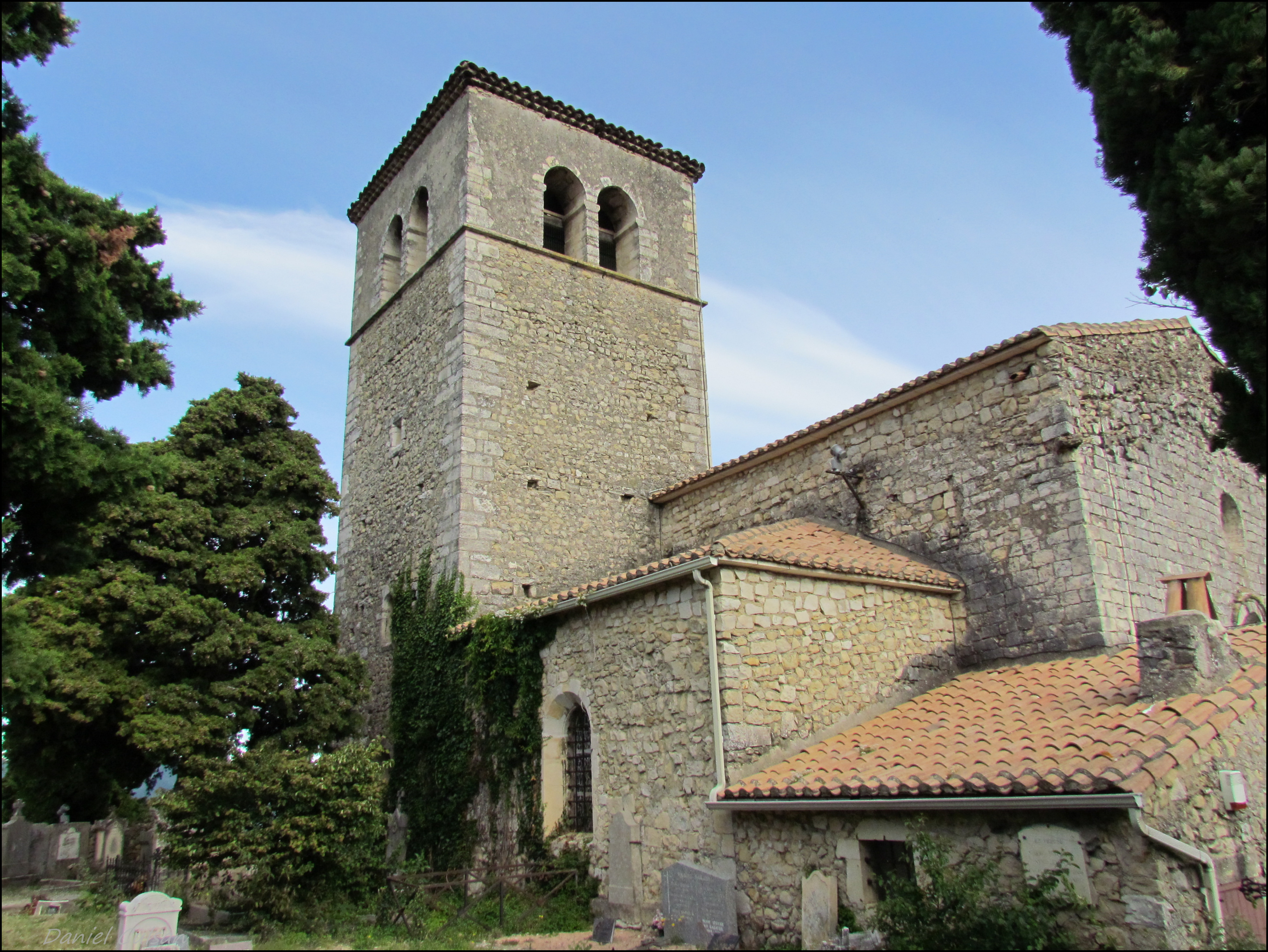
Église Sainte-Foy (vue sur le clocher depuis le cimetière).
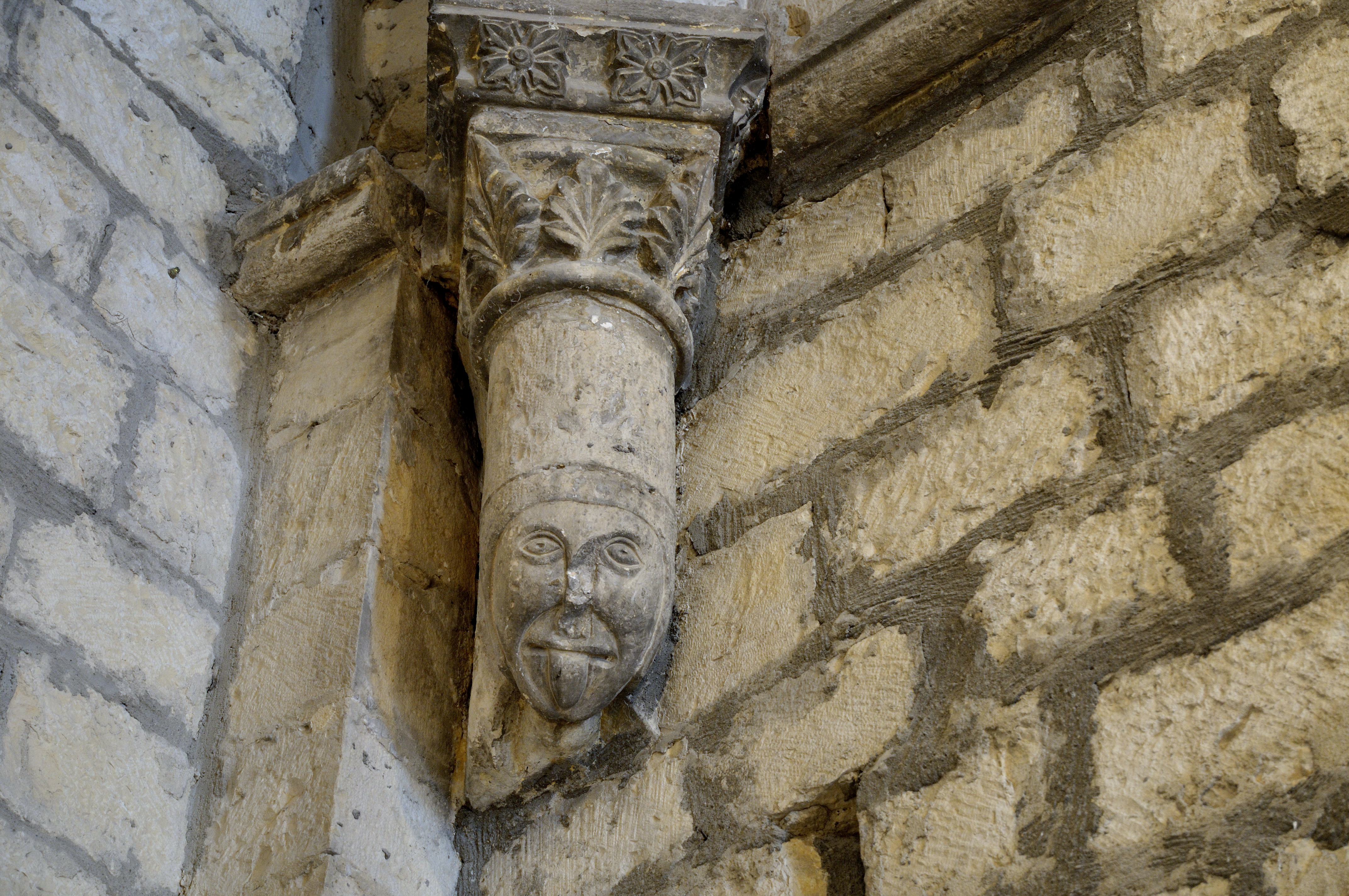
Base de chapiteau dans l'église Sainte-Foy.
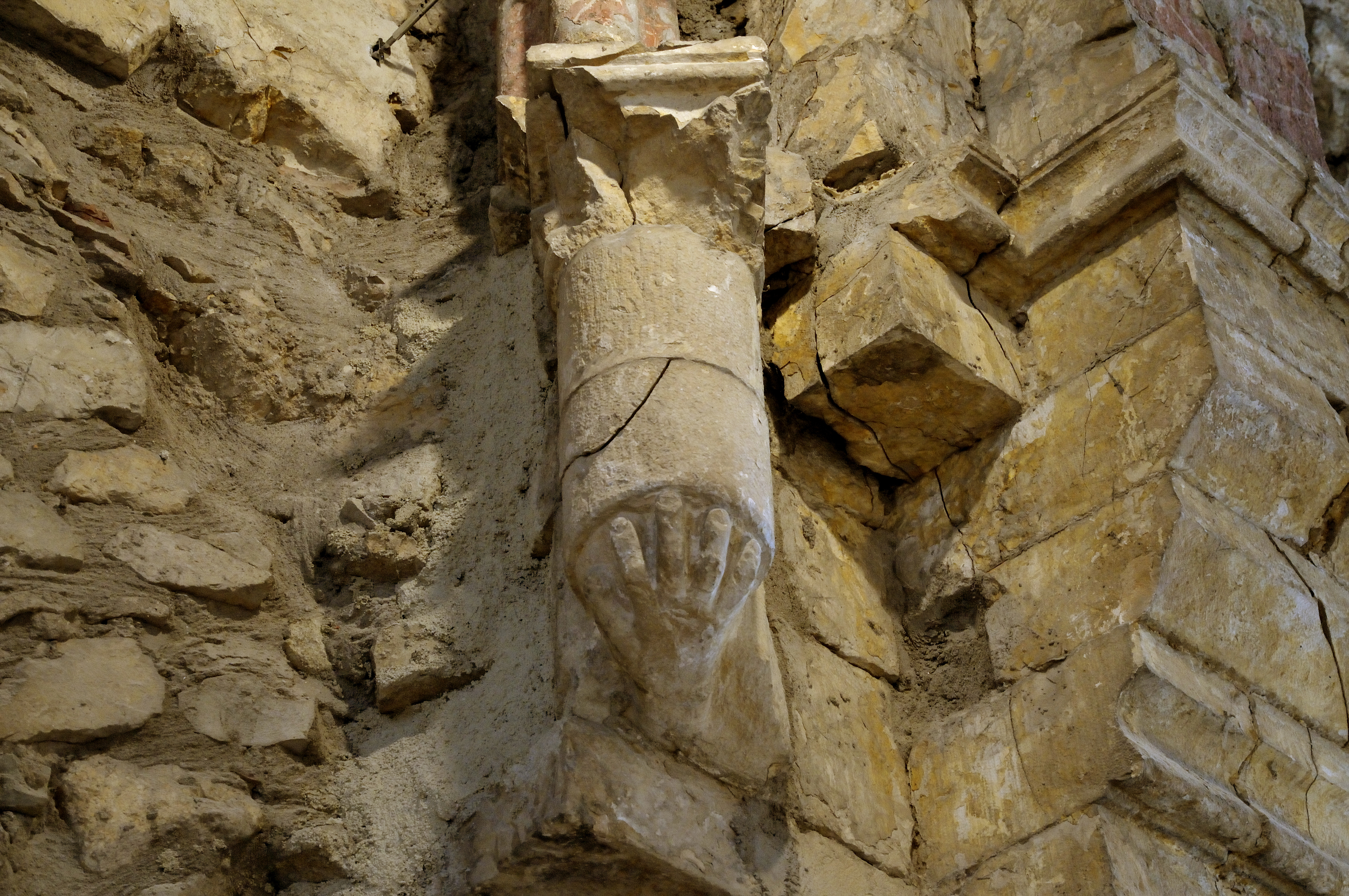
Embase de chapiteaux.
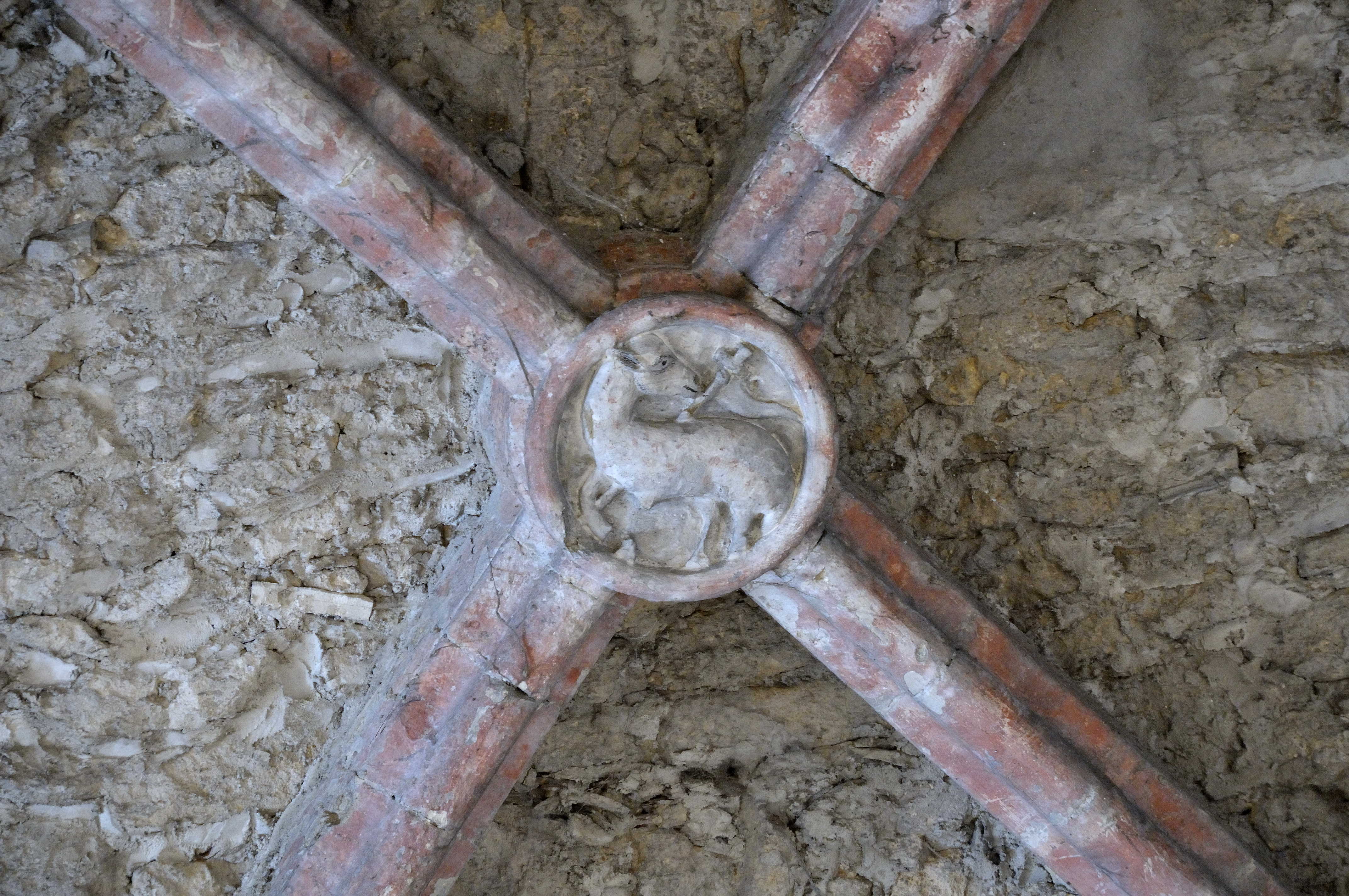
Clé de voûte dans l'église Sainte-Foy.

### Patrimoine culturel
- L'ancienne magnanerie du village accueille l'association culturelle Marcel Légaut[54].
- Artisanat d'art[31].
- Lors de la rénovation d'une façade du village, une intrigante plaque représentant une variante du Carré Sator a été apposée[55].

Mirmande dans les arts :
- 2018 : L'Incroyable Histoire du facteur Cheval, film biographique français co-écrit et réalisé par Nils Tavernier.

### Patrimoine naturel
Dans la forêt qui domine le village, un parcours de découverte de la flore de la forêt drômoise a été créé sous l'égide de l'ONF[réf. nécessaire].
Village botanique avec ses plantes de rocaille, Mirmande est admis en 1998 dans l'association des Plus Beaux Villages de France.

### Personnalités liées à la commune

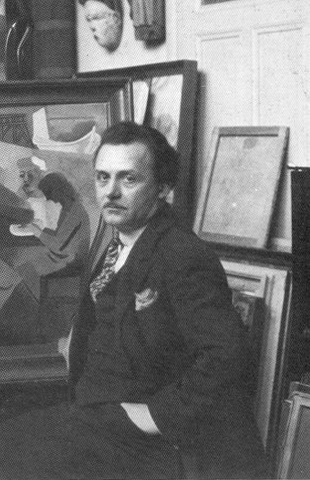
André Lhote.

- André Lhote (1885-1962) : peintre. En 1924, il découvre le village alors à peu près abandonné. La plupart des maisons sont en ruines. Lhote fait l'acquisition de l'une d'entre elles, encore en bon état, et vient tous les ans y installer une « académie d'été ». Il contribue à la renaissance et à la sauvegarde du village.

Pendant l'occupation, de nombreux peintres, parmi lesquels on compte Guy Marandet, Marcelle Rivier, Alexandre Garbell, Pierre Palué, Gustav Bolin, André Lauran, Charles Rollier, Fédor Löwenstein trouvèrent refuge auprès d'André Lhote, et Mirmande devint un lieu très vivant de création artistique.
En 1948, André Lhote (soutenu par la municipalité de Charles Caillet) réussit à faire inscrire l'église Sainte-Foy à l'inventaire des monuments historiques,.
- Guy Marandet (6 octobre 1917-14 février 2011) : élève d'André Lhote, il s'installera à Mirmande définitivement[57].
- Jules Goux (né en 1885, mort en 1965 dans sa maison à Mirmande) : pilote automobile français. Il est arrivé à Mirmande en 1954 à l'âge de 70 ans.
- Marcelle Rivier (1906-1986) : peintre. Elle s'installa à Mirmande définitivement vers 1940 et y habita près de cinquante ans. Elle y est enterrée[réf. nécessaire].

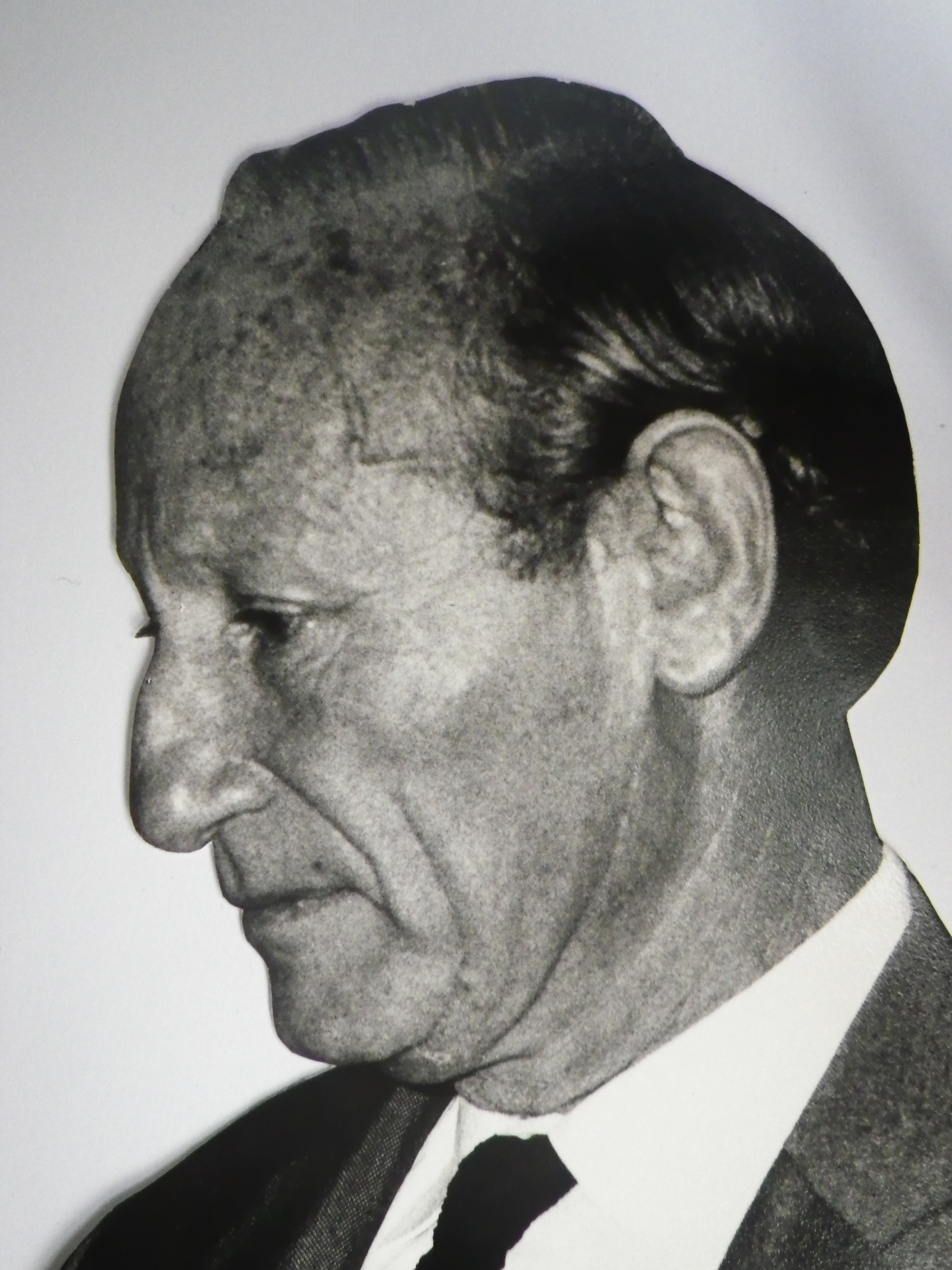
Haroun Tazieff (1972).

- Haroun Tazieff (1914-1998) : célèbre volcanologue. En 1970, il achète une maison au pied du village. Il fut le maire de la commune de 1979 à 1989[59]. Sous son impulsion le village classé bénéficie d'une zone de protection du patrimoine architectural urbain et paysagé (ZPPAUP, la première publiée dans la Région Rhône-Alpes, en février 1989). De même, l'église Sainte-Foy est restaurée, inaugurée par Jack Lang, ministre de la Culture en juillet 1981. Depuis elle accueille chaque été des expositions, concerts et colloques. Des extensions du site classé ont eu lieu en 1975 et 1976[réf. nécessaire].
- Régis Debray (1940-) : homme politique, écrivain et philosophe. En 1990, à l'incitation d'Haroun Tazieff, il acquiert une maison dans le village[60],[61].

### Héraldique, logotype et devise
|  | Mirmande possède des armoiries dont l'origine et le blasonnement exact ne sont pas disponibles. |

La mairie de Mirmande indique l'existence d'un blason sculpté dans la pierre. À droite en haut, « les trois ronds symboliseraient la Sainte Trinité ». À gauche en haut, « les quatre motifs présenteraient les quatre attributs de Dieu : l'amour symbolisé par l'homme, la justice symbolisée par le lion, La puissance symbolisée par le taureau, la sagesse symbolisée par l'aigle »[source insuffisante]. Notons que l'homme, le lion, le taureau et l'aigle sont respectivement les symboles des quatre évangélistes Mathieu, Marc, Luc et Jean.